# Трясов, Владимир Александрович
Владимир Александрович Трясов (род. 1966) — сотрудник советских и российских органов государственной безопасности, генерал-майор.

## Биография
Владимир Александрович Трясов родился 26 июля 1966 года в Коми АССР. После окончания средней школы был призван на службу в Вооружённые Силы СССР. Демобилизовавшись в 1986 году, поступил в Московский автомобильно-дорожный институт. Окончил его в 1991 году.
В 1993 году Трясов поступил на службу в органы государственной безопасности Российской Федерации. Служил сначала на оперативных, затем на руководящих постах в различных структурных подразделениях Федеральной службы безопасности России.
В 2011 году был назначен заместителем начальника Управления Федеральной службы безопасности Российской Федерации по Кировской области.
В марте 2016 года полковник Владимир Александрович Трясов возглавил Управление Федеральной службы безопасности Российской Федерации по Ивановской области.
В июне 2017 года Трясову было присвоено очередное звание генерал-майора.
Награждён медалью ордена «За заслуги перед Отечеством» 2-й степени и другими медалями.